# Selmont - West Selmont
Selmont-West Selmont est un census-designated place situé dans l’État américain de l'Alabama, dans le Dallas.

## Démographie
| 1970  | 1980  | 1990  | 2000  | 2010  | - |
| ----- | ----- | ----- | ----- | ----- | - |
| 2 270 | 5 255 | 3 823 | 3 502 | 2 671 | - |